# Lara Michel
Lara Michel (sinh ngày 24 tháng 12 năm 1991) là một nữ vận động viên quần vợt người Thụy Sĩ.
Michel đã từng giành 6 danh hiệu đơn nữ và 2 danh hiệu đôi nữ tại ITF Circuit trong cả sự nghiệp của mình. Vào ngày 13 tháng 10 năm 2014, cô đạt được thứ 285 thế giới trong bảng xếp hạng ở nội dung đơn, thứ hạng cao nhất trong sự nghiệp của mình. Ngày 21 tháng 2 năm 2011, cô đạt vị trí thứ 440 trong bảng xếp hạng đôi.
Michel ra mắt WTA Tour tại Internationaux de Strasbourg 2013, đánh cặp cùng với Claire Feuerstein ở nội dung đôi.

## Chung kết ITF

### Đơn: 10 (8 danh hiệu, 2 á quân)
| Chú thích            |
| -------------------- |
| $100,000 tournaments |
| $80,000 tournaments  |
| $60,000 tournaments  |
| $25,000 tournaments  |
| $15,000 tournaments  |
| $10,000 tournaments  |

| Chung kết theo mặt sân |
| ---------------------- |
| Cứng (6–1)             |
| Đất nện (2–1)          |
| Cỏ (0–0)               |
| Thảm (0–0)             |

| Kết quả | T–B | Thời gian         | Giải đấu                                   | Cấp độ | Mặt sân  | Đối thủ                     | Tỷ số               |
| ------- | --- | ----------------- | ------------------------------------------ | ------ | -------- | --------------------------- | ------------------- |
| Á quân  | 0–1 | Tháng 5 năm 2010  | ITF Galatina, Ý                            | 10,000 | Đất nện  | Anne Schäfer                | 6–4, 3–6, 1–6       |
| Vô địch | 1–1 | Tháng 11 năm 2010 | GB Pro-Series Loughborough, Vương quốc Anh | 10,000 | Cứng (i) | Anna Fitzpatrick            | 6–2, 6–2            |
| Á quân  | 1–2 | Tháng 1 năm 2011  | ITF Saint Martin, Pháp                     | 10,000 | Cứng     | Céline Cattaneo             | 7–6(7), 4–6, 6–7(6) |
| Vô địch | 2–2 | Tháng 10 năm 2012 | ITF Kalamata, Hy Lạp                       | 10,000 | Cứng     | Kathinka von Deichmann      | 7–6(4), 0–6, 6–0    |
| Vô địch | 3–2 | Tháng 1 năm 2013  | ITF Sharm El Sheikh, Ai Cập                | 10,000 | Cứng     | Pernilla Mendesová          | 6–3, 4–6, 6–2       |
| Vô địch | 4–2 | Tháng 2 năm 2013  | ITF Sharm El Sheikh, Ai Cập                | 10,000 | Cứng     | Doroteja Erić               | 6–4, 3–6, 6–4       |
| Vô địch | 5–2 | Tháng 5 năm 2014  | ITF Bol, Croatia                           | 10,000 | Đất nện  | Adrijana Lekaj              | 6–3, 6–3            |
| Vô địch | 6–2 | Tháng 5 năm 2014  | ITF Bol, Croatia                           | 10,000 | Đất nện  | Viktoriya Tomova            | 6–4, 6–3            |
| Vô địch | 7–2 | Tháng 6 năm 2017  | ITF Guimarães, Bồ Đào Nha                  | 15,000 | Cứng     | Marta Huqi González Encinas | 6–3, 6–1            |
| Vô địch | 8–2 | Tháng 2 năm 2019  | ITF Monastir, Tunisia                      | 15,000 | Cứng     | Miriam Bulgaru              | 6–2, 6–3            |

### Đôi: 6 (2 danh hiệu, 4 á quân)
| Chú thích            |
| -------------------- |
| $100,000 tournaments |
| $75,000 tournaments  |
| $50,000 tournaments  |
| $25,000 tournaments  |
| $15,000 tournaments  |
| $10,000 tournaments  |

| Chung kết theo mặt sân |
| ---------------------- |
| Cứng (1–2)             |
| Đất nện (1–1)          |
| Cỏ (0–0)               |
| Thảm (0–1)             |

| Kết quả | T–B | Thời gian         | Giải đấu                   | Cấp độ | Mặt sân  | Người đánh cặp     | Opponents                            | Tỷ số                |
| ------- | --- | ----------------- | -------------------------- | ------ | -------- | ------------------ | ------------------------------------ | -------------------- |
| Vô địch | 1–0 | Tháng 11 năm 2010 | ITF Stockholm, Thụy Điển   | 10,000 | Cứng (i) | Xenia Knoll        | Karen Barritza Anna Brazhnikova      | 6–3, 6–3             |
| Á quân  | 1–1 | Tháng 1 năm 2011  | ITF Saint Martin, Pháp     | 10,000 | Cứng     | Céline Cattaneo    | Elizabeth Lumpkin Nina Munch-Søgaard | 6–3, 4–6, [3–10]     |
| Á quân  | 1–2 | Tháng 3 năm 2012  | ITF Fällanden, Thụy Sĩ     | 10,000 | Thảm (i) | Emily Webley-Smith | Xenia Knoll Amra Sadiković           | 7–6(3), 4–6, [10–12] |
| Á quân  | 1–3 | Tháng 8 năm 2012  | ITF Pörtschach, Áo         | 10,000 | Đất nện  | Tess Sugnaux       | Angelica Moratelli Milana Špremo     | 6–1, 4–6, [4–10]     |
| Á quân  | 1–4 | Tháng 11 năm 2012 | GB Pro-Series Loughborough | 10,000 | Cứng (i) | Karen Barritza     | Anna Fitzpatrick Jade Windley        | 2–6, 2–6             |
| Vô địch | 2–4 | Tháng 8 năm 2015  | ITF Engis, Bỉ              | 10,000 | Đất nện  | Karin Kennel       | Margaux Bovy Hélène Scholsen         | 6–0, 6–4             |